# Dilema social
Un dilema social o un problema de acción colectiva es una situación en la que todos los agentes estarían mejor cooperando pero no lo hacen debido a intereses en conflicto entre ellos que desalientan la acción conjunta. El problema de la acción colectiva se ha abordado en la filosofía política durante siglos, pero se definió de manera más específica y más claramente en 1965 en el libro La lógica de la acción colectiva de Mancur Olson.

## Aspectos del problema
En esta obra se plantea que los problemas surgen cuando demasiados miembros del grupo optan por buscar el beneficio individual y la satisfacción inmediata en lugar de conformarse con los mejores intereses a largo plazo del grupo. Los dilemas sociales pueden tomar muchas formas y se estudian en disciplinas como la psicología, la economía y las ciencias políticas. Los ejemplos de fenómenos que pueden explicarse utilizando dilemas sociales incluyen el agotamiento de los recursos, la baja participación de votantes, la lucha contra las pandemias y la superpoblación. El problema de la acción colectiva puede entenderse mediante el análisis de la teoría de juegos y el problema del aprovechado, que resulta de la provisión de bienes públicos. Además, el dilema social puede aplicarse a numerosas preocupaciones de política pública a las que se enfrentan actualmente países de todo el mundo.

## Teóricos destacados

### Pensamiento temprano
Aunque nunca usó las palabras "problema de acción colectiva", Thomas Hobbes fue uno de los primeros filósofos en el tema de la cooperación humana. Hobbes creía que la gente actuaba puramente por interés propio, escribiendo en su Leviatán en 1651 que "si dos hombres desean lo mismo, que sin embargo no pueden disfrutar ambos, se convierten en enemigos". Hobbes creía que el estado de naturaleza consiste en una guerra perpetua entre personas con intereses en conflicto, lo que provoca que las personas se peleen y busquen el poder personal incluso en situaciones en las que la cooperación sería mutuamente beneficiosa para ambas partes. A través de su interpretación de los seres humanos en el estado de naturaleza como egoístas y proclives para participar en conflictos, la filosofía de Hobbes sentó las bases de lo que ahora se conoce como el problema de la acción colectiva.
David Hume proporcionó otra interpretación temprana y mejor conocida de lo que ahora se llama el problema de la acción colectiva en su libro de 1738 Tratado de la naturaleza humana . Hume caracteriza un problema de acción colectiva a través de su descripción de vecinos que se ponen de acuerdo para drenar un prado:
"Dos vecinos pueden acceder a secar un prado, que tienen en común; porque es fácil para ellos conocer la mente de los demás; y cada uno debe percibir que la consecuencia inmediata de su fracaso en su parte es el abandono de todo el proyecto. Pero es muy difícil, e incluso imposible, que mil personas estén de acuerdo en tal acción; porque es difícil para ellos concertar un diseño tan complicado, y aún más difícil para ellos ejecutarlo; mientras que cada uno buscará un pretexto para liberarse de la molestia y el gasto, y dejaría toda la carga sobre los demás." 
En este pasaje, Hume sienta las bases del problema de la acción colectiva. En una situación en la que se espera que mil personas trabajen juntas para lograr un objetivo común, es probable que los individuos quieran viajar gratis, ya que asumen que cada uno de los demás miembros del grupo pondrá el esfuerzo suficiente para lograr dicho objetivo. En grupos más pequeños, el impacto que tiene un individuo es mucho mayor, por lo que los individuos estarán menos inclinados a viajar gratis.

### Pensamiento moderno
La interpretación moderna más destacada del problema de la acción colectiva se puede encontrar en el libro de Mancur Olson de 1965 La lógica de la acción colectiva. En él, abordó la creencia aceptada en ese momento por sociólogos y científicos políticos de que los grupos eran necesarios para promover los intereses de sus miembros. Olson argumentó que la racionalidad individual no necesariamente resulta en la racionalidad grupal, ya que los miembros de un grupo pueden tener intereses en conflicto que no representan los mejores intereses del grupo en general.
Olson argumentó además que en el caso de un bien público puro que no es rival ni excluible, un contribuyente tiende a reducir su contribución al bien público mientras otros contribuyen más. Además, Olson enfatizó la tendencia de los individuos a perseguir intereses económicos que serían beneficiosos para ellos mismos y no necesariamente para el público en general. Esto contrasta con la teoría de Adam Smith de la " mano invisible " del mercado, donde los individuos que persiguen sus propios intereses deberían teóricamente facilitar el bienestar colectivo general.
El libro de Olson estableció el problema del dilema social como uno de los dilemas más preocupantes en las ciencias sociales, dejando una profunda impresión en las discusiones actuales sobre el comportamiento humano y su relación con la política gubernamental.

## Teorías

### Teoría de juegos
Los dilemas sociales han despertado un gran interés en las ciencias sociales y del comportamiento. Economistas, biólogos, psicólogos, sociólogos y politólogos estudian el comportamiento en los dilemas sociales. El enfoque teórico más influyente es la teoría de juegos económicos (la teoría de la elección racional, la teoría de la utilidad esperada). La teoría de juegos asume que los individuos son actores racionales motivados para maximizar sus utilidades. La utilidad a menudo se define de manera estricta en términos del interés económico propio de los agentes. La teoría de juegos predice así un resultado no cooperativo en un dilema social. Aunque esta es una premisa de partida útil, hay muchas circunstancias en las que las personas pueden desviarse de la racionalidad individual, lo que demuestra las limitaciones de la teoría de juegos económicos.
La teoría de juegos es uno de los componentes principales de la teoría económica. Aborda la forma en que las personas asignan los recursos escasos y cómo la escasez impulsa la interacción humana. Uno de los ejemplos más famosos de teoría de juegos es el dilema del prisionero. El modelo clásico del dilema del prisionero consiste en dos jugadores acusados de un delito. Si el jugador A decide traicionar al jugador B, el jugador A se librará de prisión mientras que el jugador B recibirá una sentencia de prisión sustancial, y viceversa. Si ambos jugadores eligen guardar silencio sobre el crimen, ambos recibirán sentencias de prisión reducidas, y si ambos jugadores entregan al otro, cada uno recibirá sentencias más sustanciales. En esta situación, parecería que cada jugador debería optar por permanecer en silencio para que ambos reciban sentencias reducidas. En realidad, sin embargo, los jugadores que no pueden comunicarse elegirán traicionarse entre sí, ya que cada uno tiene un incentivo individual para hacerlo a fin de recibir una sentencia conmutada.

#### El dilema del prisionero
El modelo del dilema del prisionero es crucial para comprender el problema colectivo porque ilustra las consecuencias de los intereses individuales que entran en conflicto con los intereses del grupo. En modelos simples como este, el problema se habría resuelto si los dos prisioneros hubieran podido comunicarse. Sin embargo, en situaciones más complejas del mundo real que involucran a numerosos individuos, el dilema social a menudo impide que los grupos tomen decisiones que son de interés económico colectivo.
El dilema del prisionero es un juego simple que sirve de base para la investigación de dilemas sociales. La premisa del juego es que dos compañeros en un delito son encarcelados por separado y se ofrece indulgencia a cada uno si proporciona pruebas contra el otro. Como se ve en la tabla a continuación, el resultado individual óptimo es testificar contra el otro sin ser testificado en su contra. Sin embargo, el resultado óptimo del grupo es que los dos prisioneros cooperen entre sí.
|                                                   | El prisionero B no confiesa (coopera con el otro) | El prisionero B confiesa (delata)              |
| ------------------------------------------------- | ------------------------------------------------- | ---------------------------------------------- |
| El prisionero A no confiesa (coopera con el otro) | Cada uno 1 año de condena                         | Prisionero A: 3 años Prisionero B: queda libre |
| El prisionero A confiesa ( delata )               | Prisionero A: queda libre Prisionero B: 3 años    | Cada uno 2 años de condena                     |

En los juegos repetidos, los jugadores pueden aprender a confiar unos en otros, o desarrollar estrategias como el ojo por ojo, cooperando a menos que el oponente haya desertado en la ronda anterior.
Los juegos asimétricos del dilema del prisionero son aquellos en los que un prisionero tiene más que ganar y/o perder que el otro. En experimentos repetidos con recompensas desiguales por la cooperación, el objetivo de maximizar el beneficio puede ser anulado por el objetivo de igualar el beneficio. El jugador en desventaja puede desertar una cierta proporción de las veces sin que sea de interés para el jugador aventajado hacerlo. En circunstancias más naturales, puede haber mejores soluciones al problema de la negociación.
Los juegos relacionados incluyen el juego Snowdrift, la caza del ciervo, el dilema del comensal sin escrúpulos y el juego del ciempiés.

### Teorías evolutivas
Los enfoques biológicos y evolutivos proporcionan información complementaria útil sobre la toma de decisiones en dilemas sociales. De acuerdo con la teoría del gen egoísta, los individuos pueden seguir una estrategia aparentemente irracional para cooperar si beneficia la supervivencia de sus genes. El concepto de aptitud inclusiva delinea que cooperar con los miembros de la familia podría ser rentable debido a intereses genéticos compartidos. Podría ser rentable para un padre ayudar a sus crías porque hacerlo facilita la supervivencia de sus genes. Las teorías de la reciprocidad ofrecen una explicación diferente de la evolución de la cooperación. En los repetidos juegos de dilemas sociales entre los mismos individuos, la cooperación puede surgir porque los participantes pueden castigar a su pareja por no cooperar. Esto fomenta la cooperación recíproca. La reciprocidad sirve como explicación de por qué los participantes cooperan en díadas, pero no da cuenta de grupos más grandes. Las teorías evolutivas de reciprocidad indirecta y señales costosas pueden ser útiles para explicar la cooperación a gran escala. Cuando las personas pueden elegir de forma selectiva socios con los que jugar, vale la pena desarrollar una reputación cooperativa. La cooperación comunica bondad y generosidad, que se combinan para hacer de alguien un miembro atractivo del grupo.

### Teorías psicológicas
Los modelos psicológicos ofrecen información adicional sobre los dilemas sociales al cuestionar el supuesto de la teoría de juegos de que los individuos están confinados a su estrecho interés propio. La teoría de la interdependencia sugiere que las personas transforman una matriz de pagos dada en una matriz efectiva que es más consistente con sus preferencias en dilemas sociales. El dilema de un prisionero con parientes cercanos, por ejemplo, cambia la matriz de pagos por una en la que es racional cooperar. Los modelos de atribución ofrecen más apoyo para estas transformaciones. El que los individuos se acerquen a un dilema social de manera egoísta o cooperativa puede depender de si creen que las personas son naturalmente codiciosas o cooperativas. De manera similar, la teoría de la meta-expectativa asume que las personas pueden cooperar bajo dos condiciones: deben (1) tener una meta cooperativa y (2) esperar que otros cooperen. Otro modelo psicológico, el modelo de idoneidad, cuestiona el supuesto de la teoría de juegos de que los individuos calculan racionalmente sus beneficios. En cambio, muchas personas basan sus decisiones en lo que hacen las personas a su alrededor y utilizan heurísticas simples, como una regla de igualdad, para decidir si cooperar o no. La lógica de lo apropiado sugiere que las personas se pregunten: "¿qué hace una persona como yo (identidad) (reglas / heurísticas) en una situación como esta (reconocimiento) dada esta cultura (grupo)?" (Weber et al., 2004) (Kopelman 2009) y que estos factores influyen en la cooperación.

## Bienes públicos
Un dilema de bienes públicos es una situación en la que todo el grupo puede beneficiarse si algunos de los miembros dan algo por el bien común, pero los individuos solo se benefician del "aprovechamiento gratuito" si contribuyen suficientes de los otros. Los bienes públicos se definen por dos características: la no exclusión y la no rivalidad, lo que significa que cualquiera puede beneficiarse de ellos y que el uso que haga una persona de ellos no obstaculice el uso que haga otra persona. Un ejemplo es la transmisión pública que se basa en las contribuciones de los espectadores. Dado que ningún espectador es esencial para proporcionar el servicio, los espectadores pueden obtener los beneficios del servicio sin pagar nada por él. Si no contribuyen suficientes personas, no se puede prestar el servicio. En economía, la literatura sobre los dilemas de los bienes públicos se refiere al fenómeno como el problema del oportunista. El enfoque económico es de amplia aplicación y puede referirse al aprovechamiento gratuito que acompaña a cualquier tipo de bien público. En psicología social, la literatura se refiere a este fenómeno como holgazanería social. La holgazanería social se refiere específicamente a la tendencia de las personas a esforzarse menos cuando están en grupo que cuando trabajan solas.
Los bienes públicos son bienes que no son rivales ni excluibles. Se dice que un bien no es rival si su consumo por parte de un consumidor no tiene ningún impacto en el consumo de otro consumidor. Además, se dice que un bien no es excluible si aquellos que no pagan por el bien no pueden evitar que disfruten de los beneficios del bien. El aspecto de la no excluibilidad de los bienes públicos es donde entra en juego una faceta del problema de la acción colectiva, conocido como el problema del aprovechado. Por ejemplo, una empresa podría montar una exhibición de fuegos artificiales y cobrar un precio de entrada de $ 10, pero si todos los miembros de la comunidad pudieran ver la exhibición de fuegos artificiales desde sus hogares, la mayoría optaría por no pagar la tarifa de admisión. Por lo tanto, la mayoría de las personas elegirían verlo gratis, lo que desalienta a la empresa a realizar otro espectáculo de fuegos artificiales en el futuro. A pesar de que la exhibición de fuegos artificiales fue sin duda beneficiosa para cada una de las personas, confiaron en quienes pagaban la tarifa de admisión para financiar el espectáculo. Sin embargo, si todo el mundo hubiera asumido esta posición, la empresa que organizó el espectáculo no habría podido conseguir los fondos necesarios para comprar los fuegos artificiales que proporcionaron disfrute a tantas personas. Esta situación es indicativa de un problema de acción colectiva porque el incentivo individual para viajar gratis entra en conflicto con el deseo colectivo del grupo de pagar por un espectáculo de fuegos artificiales para que todos disfruten. 
Los bienes públicos puros incluyen servicios como la defensa nacional y los parques públicos que suelen proporcionar los gobiernos con fondos de los contribuyentes. A cambio de su contribución fiscal, los contribuyentes disfrutan de los beneficios de estos bienes públicos. Sin embargo, en los países en desarrollo donde el financiamiento para proyectos públicos es escaso, a menudo corresponde a las comunidades competir por recursos y financiar proyectos que beneficien al grupo colectivo. La capacidad de las comunidades para contribuir con éxito al bienestar público depende del tamaño del grupo, el poder o la influencia de los miembros del grupo, los gustos y preferencias de los individuos dentro del grupo y la distribución de beneficios entre los miembros del grupo. Cuando un grupo es demasiado grande o los beneficios de la acción colectiva no son tangibles para los miembros individuales, el problema de la acción colectiva resulta en una falta de cooperación que dificulta la provisión de bienes públicos. 

## Gestión de la reposición de recursos
Un dilema de gestión de la reposición de recursos es una situación en la que los miembros de un grupo de agentes comparten un recurso renovable que continuará produciendo beneficios si los miembros del grupo no lo cosechan en exceso, pero en la que cualquier agente quiere beneficiarse de la cosecha tanto como sea posible.

### La tragedia de los bienes comunes

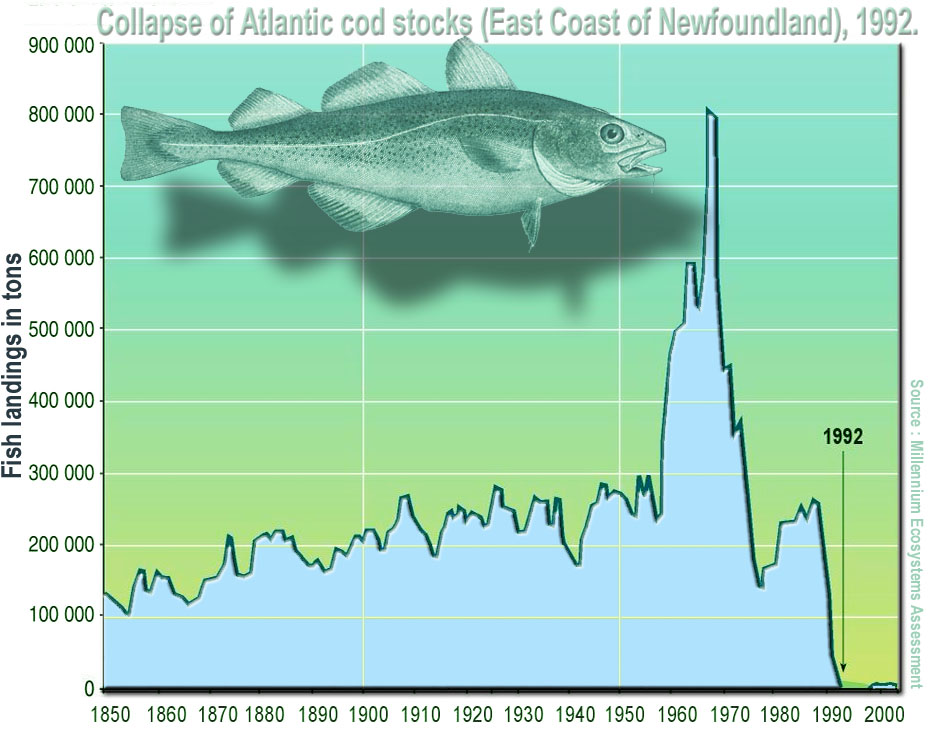
Las poblaciones de bacalao del Atlántico sufrieron una grave sobreexplotación en los años sesenta y setenta del siglo XX, lo que provocó su abrupto colapso en 1992

La tragedia de los bienes comunes es un tipo de dilema de gestión de reposición de recursos. El dilema surge cuando los miembros de un grupo comparten un bien común tal que cualquiera puede usar el recurso, pero hay una cantidad finita del recurso disponible y, por lo tanto, es propenso a caer en la sobreexplotación.
El paradigma de la tragedia de los comunes apareció por primera vez en un folleto de 1833 del economista inglés William Forster Lloyd. Según Lloyd, "si una persona pone más ganado en su propio campo, la cantidad de subsistencia que consume se deduce de la de su ganado original; y si, antes, no había más de una suficiencia de pastos, no obtiene ningún beneficio del ganado adicional, lo que se gana de una manera se pierde en otra. Pero si pone más ganado en un prado común, el alimento que consumen forma una deducción que se reparte entre todo el ganado, tanto el de los demás como el suyo propio, en proporción a su número, y sólo toma una pequeña parte del mismo de su propio ganado".
El esquema de la tragedia de los comunes se puede utilizar para comprender una miríada de problemas, incluidas varias formas de agotamiento de recursos. Por ejemplo, la sobrepesca en las décadas de 1960 y 1970 condujo al agotamiento de la abundante población de bacalao del Atlántico. En 1992, la población de bacalao se había derrumbado por completo porque los pescadores no habían dejado suficientes peces para el mantenimiento de la especie.

## Trampas sociales

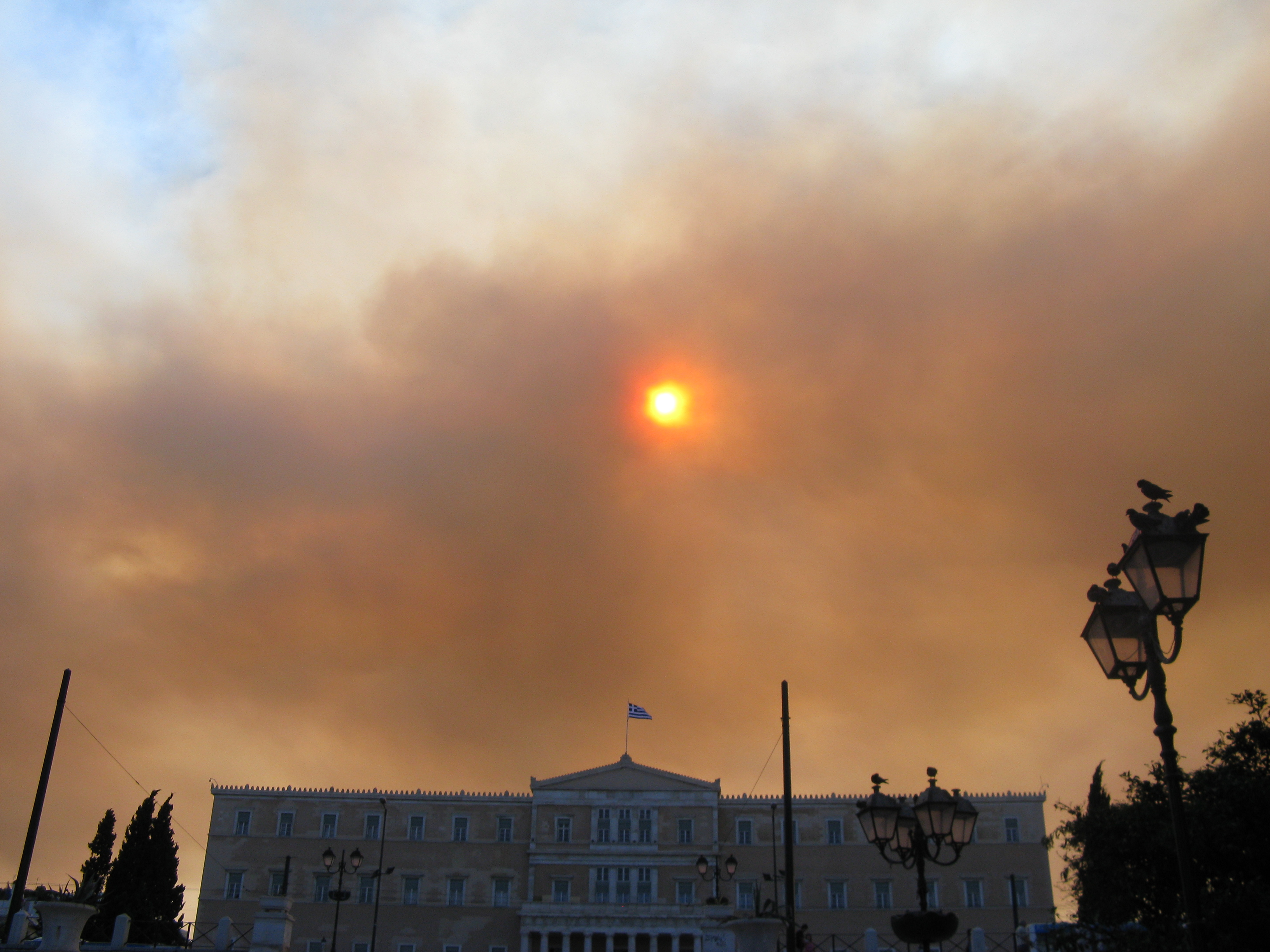
Contaminación en el cielo de Atenas, Grecia.

Una trampa social ocurre cuando los individuos o grupos buscan recompensas inmediatas que luego demuestran tener consecuencias negativas o incluso letales. Este tipo de dilema surge cuando un comportamiento produce recompensas inicialmente, pero continuar con el mismo comportamiento produce rendimientos decrecientes. Los estímulos que provocan trampas sociales se denominan reforzadores deslizantes, ya que refuerzan la conducta en pequeñas dosis y la castigan en grandes dosis.
Un ejemplo de trampa social es el uso de vehículos y la contaminación resultante. Vistos individualmente, los vehículos son una tecnología adaptativa que ha revolucionado el transporte y mejorado enormemente la calidad de vida. Pero su uso generalizado actual provoca una contaminación inasumible.

## Dilema de percepción en conflicto
Un dilema perceptivo surge durante el conflicto y es producto de un sesgo externo. En este dilema, las partes en conflicto prefieren la cooperación, pero al mismo tiempo creen que la otra parte aprovecharía los gestos conciliatorios.
Estos dilemas perceptivos en conflictos han llevado al desarrollo de dos escuelas de pensamiento distintas sobre el tema. 
- Según la teoría de la disuasión, la mejor estrategia para afrontar un conflicto es mostrar signos de fuerza y voluntad de usar la fuerza si es necesario. Este enfoque está destinado a disuadir los ataques antes de que ocurran.
- Por el contrario, la visión en espiral de un conflicto sostiene que las estrategias de disuasión aumentan las hostilidades y la actitud defensiva y que una clara demostración de intenciones pacíficas es la forma más eficaz de evitar la escalada.[28]

Un ejemplo de la teoría de la disuasión en la práctica es la estrategia de la Guerra Fría (empleada tanto por Estados Unidos como por la Unión Soviética) de destrucción mutua asegurada (MAD). Debido a que ambos países tenían capacidad para un segundo ataque, cada lado sabía que el uso de armas nucleares resultaría en su propia destrucción. Aunque controvertida, la MAD logró su objetivo principal de prevenir la guerra nuclear y mantuvo fría la Guerra Fría.
Los gestos conciliatorios también se han utilizado con gran efecto, de acuerdo con la teoría de la espiral del conflicto. Por ejemplo, la visita del presidente egipcio Anwar El Sadat a Israel en 1977 durante un período prolongado de hostilidades entre los dos países fue bien recibida y finalmente contribuyó al Tratado de Paz entre Egipto e Israel.

## En política

### Elecciones
Los académicos estiman que, incluso en estado de guerra, solo hay una posibilidad entre diez millones de que un voto influya en el resultado de las elecciones presidenciales de Estados Unidos. Esta estadística puede disuadir a las personas de ejercer su derecho democrático al voto, ya que creen que no podrían afectar los resultados de una elección. Sin embargo, si todos adoptaran este punto de vista y decidieran no votar, la democracia colapsaría. Esta situación da como resultado un problema de acción colectiva, ya que cualquier individuo se ve incentivado a optar por quedarse en casa y no ir a las urnas, ya que es muy poco probable que su voto marque una diferencia real en el resultado de una elección.
Sin embargo, a pesar de los altos niveles de apatía política en los Estados Unidos, este problema de acción colectiva no disminuye la participación electoral tanto como podrían esperar algunos politólogos. Resulta que la mayoría de los estadounidenses creen que su eficacia política es más alta de lo que realmente es, lo que impide que millones de estadounidenses crean que su voto no importa y se queden en casa sin acudir a las urnas. Por lo tanto, parece que algunos problemas de acción colectiva pueden resolverse no solo con beneficios tangibles para los individuos que participan en la acción grupal, sino con la mera creencia de que la acción colectiva también conducirá a beneficios individuales.

### Política de medio ambiente
Los problemas ambientales como el cambio climático, la pérdida de biodiversidad y la acumulación de desechos pueden describirse como dilemas sociales. Dado que estos problemas están conectados con las acciones cotidianas de un gran número de personas, también se requiere un gran número de personas para mitigar los efectos de estos problemas ambientales. Sin embargo, sin una regulación gubernamental, es poco probable que las personas o empresas individuales efectuen las acciones necesarias para reducir las emisiones de carbono o recortar el uso de recursos no renovables, ya que estas personas y empresas están incentivadas para elegir la opción más fácil y más barata, que a menudo difiere de la opción ecológica que beneficiaría la salud del planeta. 
El interés propio individual ha llevado a más de la mitad de los estadounidenses a creer que la regulación gubernamental de las empresas hace más daño que bien. Sin embargo, cuando se les pregunta a los mismos estadounidenses sobre regulaciones específicas, como los estándares para la calidad de los alimentos y el agua, la mayoría está satisfecha con las leyes vigentes o favorece regulaciones aún más estrictas. Esto ilustra la forma en que el dilema social obstaculiza la acción grupal sobre cuestiones ambientales: cuando un individuo se ve afectado directamente por un tema como la calidad de los alimentos y el agua, favorecerá las regulaciones, pero cuando un individuo no puede ver un gran impacto de sus emisiones de carbono personales o acumulación de desechos, por lo general tenderán a estar en desacuerdo con las leyes que los alientan a reducir las actividades dañinas para el medio ambiente.

## Factores que promueven la cooperación en dilemas sociales
El estudio de las condiciones en las que las personas cooperan puede arrojar luz sobre cómo resolver los dilemas sociales. La literatura distingue entre tres amplias clases de soluciones —motivacionales, estratégicas y estructurales— que varían en si los actores están motivados puramente por su propio interés y en si cambian las reglas del juego del dilema social.

### Soluciones motivacionales
Las soluciones motivacionales asumen que las personas tienen preferencias relacionadas con las de los demás. Existe una considerable literatura sobre las orientaciones de valores sociales que muestra que las personas tienen preferencias estables sobre cuánto valoran los resultados para sí mismos frente a los demás. La investigación se ha concentrado en tres motivos sociales: 
1. Individualismo: maximizar los resultados propios independientemente de los demás;
2. Competencia: maximizar los resultados propios en relación con los demás; y
3. Cooperación: maximización de los resultados conjuntos.

Las dos primeras orientaciones se denominan orientaciones egoístas y la tercera orientación prosocial. Hay mucho apoyo a la idea de que las personas con orientaciones prosociales sopesan más las implicaciones morales de sus decisiones y ven la cooperación como la opción más preferible en un dilema social. Cuando hay condiciones de escasez, como escasez de agua, los prosociales consumen menos de un recurso común. De manera similar, los prosociales están más preocupados por las consecuencias ambientales de, por ejemplo, usar el automóvil o el transporte público.
Las investigaciones sobre el desarrollo de orientaciones de valores sociales sugieren una influencia de factores como la historia familiar (los prosociales tienen más hermanas), la edad (las personas mayores son más prosociales), la cultura (más individualistas en las culturas occidentales), el género (más mujeres son prosociales), incluso curso universitario (los estudiantes de economía son menos prosociales). Sin embargo, hasta que se sepa más sobre los mecanismos psicológicos que subyacen a estas orientaciones de valores sociales, se carece de una buena base para planificar intervenciones.
Otro factor que podría afectar el peso que los individuos asignan a los resultados del grupo es la posibilidad de comunicación. La literatura sobre dilemas sociales indica que la cooperación aumenta cuando las personas tienen la oportunidad de hablar entre sí. Una razón para la motivación es que la comunicación refuerza el sentido de identidad grupal.
Sin embargo, también puede haber consideraciones estratégicas. Primero, la comunicación les da a los miembros del grupo la oportunidad de hacer promesas y compromisos explícitos sobre lo que harán.aunque no está claro si muchas personas cumplen sus promesas de cooperación. Del mismo modo, a través de la comunicación, las personas pueden recopilar información sobre lo que hacen los demás. Por otro lado, esta información puede producir resultados contrarios a la cooperación ya que la conciencia de la voluntad de cooperar de otras personas puede provocar la tentación de aprovecharse de ellas.
La teoría del dilema social se aplica para estudiar la comunicación en las redes sociales y el intercambio de conocimientos en las organizaciones. El conocimiento organizacional puede considerarse un bien público donde la motivación para contribuir es clave a nivel individual y puede abordarse mediante intervenciones de gestión.

### Soluciones estratégicas
Una segunda categoría de soluciones son principalmente estratégicas. En interacciones repetidas, la cooperación puede surgir cuando las personas adoptan una estrategia de ojo por ojo (TFT). La estrategia TFT se caracteriza por hacer primero un movimiento cooperativo mientras que el siguiente movimiento imita la decisión del socio. Por lo tanto, si un socio no coopera, se copia este movimiento hasta que el socio comience a cooperar. Los torneos informáticos en los que se enfrentaron diferentes estrategias mostraron que la TFT es la estrategia más exitosa en dilemas sociales. La TFT es una estrategia común en los dilemas sociales del mundo real porque es agradable pero firme. Se utiliza por ejemplo, en los contratos matrimoniales, los acuerdos de alquiler y las políticas comerciales internacionales.

La relación entre estrategias de cooperación y deserción en el dilema del prisionero iterado (DPI) ilustrado en un diagrama de Venn. Las estrategias de cooperación siempre cooperan con otras estrategias de cooperación, y las estrategias de deserción siempre fallan frente a otras estrategias de deserción. Ambos contienen subconjuntos de estrategias que son robustas bajo una fuerte selección, lo que significa que no se selecciona ninguna otra estrategia de memoria-1 para invadir tales estrategias cuando residen en una población. Solo las estrategias de cooperación contienen un subconjunto que siempre es robusto, lo que significa que no se selecciona ninguna otra estrategia de memoria 1 para invadir y reemplazar tales estrategias, tanto bajo una selección fuerte como débil. La intersección entre ZD y buenas estrategias de cooperación es el conjunto de generosas estrategias de ZD. Las estrategias de extorsión son la intersección entre ZD y estrategias de deserción no robustas. El ojo por ojo se encuentra en la intersección de las estrategias de cooperación, deserción y ZD.

Sin embargo, la TFT es una estrategia bastante implacable y en dilemas importantes del mundo real, una estrategia más indulgente puede tener sus propias ventajas. Esta estrategia se conoce como Generous-tit-for-tat (GTFT). Esta estrategia siempre corresponde a la cooperación con la cooperación y, por lo general, responde a la deserción con la deserción. Sin embargo, con cierta probabilidad, GTFT perdonará la deserción del otro jugador y cooperará. En un mundo de errores en la acción y la percepción, tal estrategia puede llevar a un equilibrio de Nash y evolutivamente estable. Cuanto más beneficiosa sea la cooperación, más indulgente puede ser GTFT sin dejar de resistir la posición de los desertores.
Incluso cuando los socios no negocien, sería conveniente cooperar desde el punto de vista estratégico. Cuando las personas pueden elegir de forma selectiva con quién interactuar, puede resultar rentable ser visto como un cooperador. La investigación muestra que los cooperadores crean mejores oportunidades para sí mismos que los no cooperadores: se los prefiere selectivamente como socios colaboradores, socios románticos y líderes de grupo. Sin embargo, esto solo ocurre cuando otras personas controlan las elecciones de dilemas sociales de las personas. Los actos públicos de altruismo y cooperación, como las donaciones caritativas y la filantropía son probablemente manifestaciones de cooperación basada en la reputación.

### Soluciones estructurales
Las soluciones estructurales cambian las reglas del juego ya sea modificando el dilema social o eliminando el dilema por completo. La investigación de campo ha demostrado que los incentivos selectivos en forma de recompensas monetarias son efectivos para disminuir el uso doméstico de agua y electricidad. Además, numerosos estudios experimentales y de casos muestran que es más probable que la cooperación se base en una serie de factores, entre ellos, si los individuos tienen la capacidad de monitorear la situación, castigar o "sancionar" a los desertores, si están legitimados por Estructuras políticas externas para cooperar y autoorganizarse, pueden comunicarse entre sí y compartir información, conocerse entre sí, tener espacios efectivos para la resolución de conflictos y están administrando sistemas sociales y ecológicos que tienen límites bien definidos o son fácilmente controlables. Sin embargo, la implementación de sistemas de recompensa y castigo puede ser problemática por varias razones. Primero, existen costos significativos asociados con la creación y administración de sistemas de sanciones. Proporcionar recompensas y castigos selectivos requiere que las instituciones de apoyo controlen las actividades de los cooperadores y no cooperadores, que pueden ser bastante costosas de mantener. En segundo lugar, estos sistemas son en sí mismos bienes públicos porque uno puede disfrutar de los beneficios de un sistema sancionador sin contribuir a su existencia. 
La policía, el ejército y el sistema judicial no funcionarán a menos que la gente esté dispuesta a pagar impuestos para mantenerlos. Esto plantea la pregunta de si muchas personas quieren contribuir a estas instituciones. La investigación experimental sugiere que las personas con una confianza particularmente baja están dispuestas a invertir dinero en sistemas de castigo. Una parte considerable de la gente está dispuesta a castigar a los que no cooperan incluso si personalmente no obtienen beneficios. Algunos investigadores incluso sugieren que el castigo altruista es un mecanismo evolucionado para la cooperación humana. 
Una tercera limitación es que los sistemas de castigo y recompensa pueden socavar la intención cooperativa voluntaria de las personas. Algunas personas obtienen satisfación de la cooperación y la provisión de incentivos selectivos puede desplazar su intención cooperativa. De manera similar, la presencia de un sistema de sanciones negativas podría socavar la cooperación voluntaria. Algunas investigaciones han encontrado que los sistemas de castigo disminuyen la confianza que las personas tienen en los demás. Otras investigaciones han encontrado que cuando las penas iniciales tienen una baja gravedad y hay subsidios para compensar las dificultades inusuales, esto permite al infractor entrar de nuevo en la confianza del colectivo y aumenta la confianza en el sistema.,
Las soluciones estructurales de límites modifican la estructura del dilema social y estas estrategias suelen ser muy eficaces. Los estudios experimentales sobre los dilemas de los bienes comunes muestran que los grupos de sobreexplotación están más dispuestos a nombrar a un líder para que se ocupe del recurso común. Existe una preferencia por un líder prototípico elegido democráticamente con poder limitado, especialmente cuando los lazos del grupo son fuertes.
Cuando los lazos son débiles, los grupos prefieren un líder más fuerte con una base de poder coercitivo. La pregunta sigue siendo si se puede confiar en autoridades para gobernar los dilemas sociales y la investigación de campo muestra que la legitimidad y los procedimientos justos son extremadamente importantes en la disposición de los ciudadanos y agentes para aceptar a las autoridades. Otra investigación enfatiza una mayor motivación para que los grupos se autoorganicen con éxito, sin la necesidad de una base de autoridad externa, cuando otorgan un alto valor a los recursos en cuestión pero antes de que los recursos se sobreexploten severamente. No se presume que una "autoridad" externa sea la solución en estos casos, por muy eficaces que sean la autoorganización y la gobernanza colectiva y el cuidado de la base de recursos.
Otra solución estructural es reducir el tamaño del grupo. La cooperación generalmente disminuye cuando aumenta el tamaño del grupo. En grupos más grandes, las personas a menudo se sienten menos responsables del bien común y creen, con razón o sin ella, que su contribución no importa. Reducir la escala, por ejemplo, dividiendo un dilema a gran escala en partes más pequeñas y manejables, podría ser una herramienta eficaz para aumentar la cooperación. Pero investigaciones adicionales sobre gobernanza muestran que el tamaño del grupo tiene un efecto curvilíneo, ya que en números bajos, los grupos de gobernanza también pueden no tener el poder personal para investigar, gestionar y administrar eficazmente el sistema de recursos o el proceso de gobernanza.
Otra solución de límites propuesta es sacar lo social del dilema, mediante la privatización. Esta reestructuración de incentivos eliminaría la tentación de anteponer las necesidades individuales a las necesidades del grupo. Sin embargo, no es fácil privatizar recursos móviles como el pescado, el agua y el aire limpio. La privatización también genera preocupaciones sobre la justicia social, ya que no todos pueden obtener una parte igual. La privatización también podría erosionar la motivación intrínseca de las personas para cooperar.
En la sociedad, las unidades sociales que se enfrentan a un dilema social interno suelen estar integradas con otros grupos, a menudo compiten por recursos de diferentes tipos. Una vez modelado esto, el dilema social se atenúa fuertemente.
Hay muchas soluciones estructurales adicionales que modifican el dilema social, tanto desde dentro como desde fuera. La probabilidad de cogestionar con éxito un recurso compartido, organizarse con éxito para autogobernarse o cooperar con éxito en un dilema social depende de muchas variables: 
- la naturaleza del sistema de recursos,
- la naturaleza del sistema social del que los actores son parte,
- la posición política de las autoridades externas,
- la capacidad de comunicarse eficazmente,
- las reglas vigentes con respecto a la gestión de los bienes comunes.[46]

Sin embargo, los resultados subóptimos o fallidos en un dilema social (y tal vez la necesidad de privatización o una autoridad externa) tienden a ocurrir "cuando los usuarios de los recursos no saben quiénes están involucrados, no tienen una base de confianza y reciprocidad, no pueden comunicarse, no tienen reglas establecidas y carecen de mecanismos efectivos de seguimiento y sanción".

## Conclusiones
Un examen detallado revela que los dilemas sociales subyacen a muchos de los problemas mundiales más urgentes, desde el cambio climático hasta la escalada de conflictos. Su importancia garantiza una comprensión generalizada de los principales tipos de dilemas y paradigmas que los acompañan. Afortunadamente, la literatura sobre el tema se está expandiendo para adaptarse a la necesidad urgente de comprender los dilemas sociales como base de los problemas del mundo real.
La investigación en esta área se aplica a áreas como el bienestar organizacional, la salud pública, el cambio ambiental local y global. El énfasis está cambiando de la investigación de laboratorio pura hacia combinaciones de pruebas de investigación de soluciones motivacionales, estratégicas y estructurales. Es alentador que los investigadores de diversas ciencias del comportamiento estén desarrollando marcos teóricos unificadores para estudiar los dilemas sociales (como la teoría de la evolución o el marco de los sistemas socio-ecológicos desarrollado por Elinor Ostrom y sus colegas). Por ejemplo, existe una creciente literatura sobre neuroeconomía que estudia los correlatos cerebrales de la toma de decisiones en dilemas sociales con métodos de neurociencia. La naturaleza interdisciplinaria del estudio de los dilemas sociales exige un enfoque multidisciplinario que trascienda las divisiones entre economía, ciencia política, sociología y psicología.